# Bettina Schöpf
Pour les articles homonymes, voir Schopf.
 (novembre 2024).
Si vous disposez d'ouvrages ou d'articles de référence ou si vous connaissez des sites web de qualité traitant du thème abordé ici, merci de compléter l'article en donnant les références utiles à sa vérifiabilité et en les liant à la section « Notes et références ».
Bettina Schöpf est une grimpeuse autrichienne née en 1979 à Zams, dans le Tyrol.
Elle est championne d'Europe de la difficulté en 2004 à Lecco, en Italie.